# ROHピュア王座
ROHピュア王座（ROH Pure Championship）は、ROHが管理、認定している王座。

## 歴史
2004年1月20日、ROHピュア・レスリング王座を創設。「ピュア・レスリング（純プロレス）」によるルールでタイトルマッチが行われている。7月17日、王座名をROHピュア王座に変更。

## ピュアルール
1. 関節技、ピンフォールを回避するロープブレイクは3回までしか使用できない。
2. 4回目以降のロープブレイクは効果がなくなるため関節技、ピンフォールの際にロープに触れても、そのまま試合が続行される。
3. 顔面へのパンチは禁止。
4. 顔面へのチョップ、平手打ちは使用してもよい。
5. ローブローを除き顔面以外ならパンチは使用してもよい。
6. 1度顔面へパンチすると警告が与えられる。2度目は失格となり敗北となる。
7. リングアウト、反則でも王座が移動となる。
8. タイトルマッチに乱入した選手は解雇となる。
9. 制限時間内に決着が着かなかった場合は3人の審査員によって勝敗が決定される。

## 歴代王者
| 歴代                                         | 選手                     | 戴冠回数 | 獲得日付       | 獲得場所                               |
| -------------------------------------------- | ------------------------ | -------- | -------------- | -------------------------------------- |
| 初代                                         | AJスタイルズ             | 1        | 2004年2月14日  | マサチューセッツ州ブレインツリー       |
| 2004年5月剥奪                                |                          |          |                |                                        |
| 第2代                                        | ダグ・ウィリアムス       | 1        | 2004年7月17日  | ニュージャージー州エリザベス           |
| 第3代                                        | ジョン・ウォルターズ     | 1        | 2004年8月28日  | ニュージャージー州エリザベス           |
| 第4代                                        | ジェイ・リーサル         | 1        | 2005年3月5日   | ペンシルベニア州フィラデルフィア       |
| 第5代                                        | サモア・ジョー           | 1        | 2005年5月7日   | ニューヨーク州ニューヨーク             |
| 第6代                                        | ナイジェル・マッギネス   | 1        | 2005年8月27日  | ニューヨーク州バッファロー             |
| 第7代                                        | ブライアン・ダニエルソン | 1        | 2006年8月12日  | イギリス・マージーサイド州リヴァプール |
| 2006年8月12日にROH世界王座と王座統一して封印 |                          |          |                |                                        |
| 第8代                                        | ジョナサン・グレシャム   | 1        | 2020年8月23日  | メリーランド州ボルチモア               |
| 第9代                                        | ジョシュ・ウッズ         | 1        | 2021年9月12日  | ペンシルベニア州フィラデルフィア       |
| 第10代                                       | ウィーラー・ユウタ       | 1        | 2022年4月1日   | テキサス州ガーランド                   |
| 第11代                                       | ダニエル・ガルシア       | 1        | 2022年9月7日   | ニューヨーク州バッファロー             |
| 第12代                                       | ウィーラー・ユウタ       | 2        | 2022年12月10日 | テキサス州アーリントン                 |
| 第13代                                       | 柴田勝頼                 | 1        | 2023年3月31日  | カリフォルニア州ロサンゼルス           |
| 第14代                                       | ウィーラー・ユウタ       | 3        | 2023年11月25日 | ペンシルベニア州ピッツバーグ           |
| 第15代                                       | リー・モリアーティ       | 1        | 2024年7月26日  | テキサス州アーリントン                 |